# Ceca hitovi (2005)
Ceca hitovi je deveta glasbena kompilacija srbske pop-folk pevke Svetlane Ražnatović - Cece, ki je leta 2005 izšla v ljubljanski založbeni hiši Megaton. 
To je obenem tudi druga kompilacija namenjena slovenskemu trgu. Kompilacija se je v prvem tednu marca leta 2005 prodajala skupaj z marčevsko številko ljubljanske revije Hopla.
Leta 2010 je beograjska založbena hiša Hi-fi center objavila kompilacijo tudi v drugih državah nekdanje Jugoslavije, vendar le v kartonskem pakiranju. 
Kompilacija je v Sloveniji izšla v okviru reklamne kampanje, s katero je pevka promovirala prvi koncert v Sloveniji.   

## Seznam skladb
| Št.             | Naslov                                   | Besedilo                 | Glasba                                  | Dolžina |
| --------------- | ---------------------------------------- | ------------------------ | --------------------------------------- | ------- |
| 1.              | „Beograd‟                                | Marina Tucaković         | Aleksandar Milić - Mili                 | 3:40    |
| 2.              | „Idi dok si mlad‟                        | M.Tucaković              | A.Milić-Mili                            | 3:29    |
| 3.              | „Fatalna ljubav‟                         | M.Tucaković              | Aleksandar Radulović                    | 3:38    |
| 4.              | „Znam‟                                   | Lj. Jovović              | Leo, Đogaj, Knez                        | 3:!8    |
| 5.              | „Maskarada‟                              | M.Tucaković              | A.Milić-Mili                            | 4:39    |
| 6.              | „Vreteno‟                                | M.Tucaković              | A.Milić-Mili                            | 3:50    |
| 7.              | „Ja još spavam u tvojoj majici‟          | M.Tucaković              | Tradicional Grčka                       | 3:40    |
| 8.              | „Megamix‟                                | M.Tucaković, Lj. Jovović | A.Milić, A. Radulović, Leo, Đogaj, Knez | 11:08   |
| 9.              | „Šta je to u tvojim venama‟              | M.Tucaković              | A.Radulović                             | 3:20    |
| 10.             | „Crni sneg (duet Aca Lukas)‟             | M.Tucaković              | H. Varešanović                          | 3:48    |
| 11.             | „Ko na grani jabuka (duet Željko Šašić)‟ | M.Tucaković              | A. Radulović                            | 3:59    |
| 12.             | „Doktor‟                                 | M.Tucaković              | A. Milić                                | 3:07    |
| 13.             | „Kuda idu ostavljene devojke‟            | M.Tucaković              | A. Radulović                            | 3:56    |
| 14.             | „Kukavica‟                               | M.Tucaković              | A. Radulović                            | 3:51    |
| 15.             | „Kad bi bio ranjen‟                      | M.Tucaković              | A. Milić                                | 3:51    |
| Skupna dolžina: | Skupna dolžina:                          | Skupna dolžina:          | Skupna dolžina:                         | 63:21   |

*Opomba: Pesmi 5, 6, 12 in 15 imajo nov aranžma.
*Opomba2: Megamix je sestavljen iz naslednjih uspešnic: Nije monotonija, Znam, Ja još spavam u tvojoj majici, Fatalna ljubav in Beograd. 

## Naklada
Prva naklada glasbene kompilacije (iz leta 2005) je štela 105.000 izvodov. 
Druga naklada glasbene kompilacije (iz leta 2010) je štela 100.000 izvodov. 

## Ostale informacije
- Distributer za Slovenijo: Megaton, d.o.o., Trzin
- Glavna urednika: Nenad Raičević in Nenad Čajić
- Glasbeni urednik: Vicko Milatović

## Zgodovina objave zgoščenke
| Država    | Datum      | Založba      | Oblika                    |
| --------- | ---------- | ------------ | ------------------------- |
| Slovenija | marec 2005 | Megaton      | CD (standardno pakiranje) |
| Srbija    | 2010       | Hi-fi center | CD (kartonsko pakiranje)  |